# Virtual-Reality-Headset
Ein Virtual-Reality-Headset, kurz VR-Headset, auch VR- oder Virtual-Reality-Brille und VR- oder Virtual-Reality-Helm genannt, ist eine Art eines Head-Mounted Displays, welches den Nutzern Einblick in die virtuelle Realität (VR) verschafft. Sie kommen meist bei Computer- und Simulationsspielen zum Einsatz und sollen den Spielern ein möglichst realistisches Spielgefühl (Immersion) vermitteln. Dieses Ziel soll erreicht werden einerseits durch zwei Linsen für die Augen, die dem Spieler simulieren, in einer Umgebung zu sein, und andererseits durch eine Halterung, die dafür sorgt, dass sich bei einer Kopfbewegung auch der virtuelle Raum, in dem der Benutzer sich befindet mitbewegt, sodass der Benutzer sich um 360 Grad umsehen kann. Neben Computerspielen werden Virtual-Reality-Headsets auch verwendet, um 360-Grad-Videos abzuspielen und als Simulationen und digitale Werkzeuge in der Industrie, Wissenschaft und Kunst.
Die Idee für Virtual-Reality-Headsets hatte der gebürtige Luxemburger Hugo Gernsback bereits im Jahre 1936; er nannte sie damals Teleyglasses, hielt sie aber seinerzeit für noch nicht technisch umsetzbar.

## Unterscheidung nach Funktionsintegrierung

### Halterungen für Smartphones
Diese am einfachsten gebauten VR-Brillen stellen lediglich eine vor den Augen anzulegende Halterung mit Linsen dar, in die ein Smartphone eingelegt wird. Das Smartphone wird hier in einem Betriebsmodus verwendet, welcher das Display zweiteilt. Die Linsen projizieren je ein separates Bild auf das linke und rechte Auge des Nutzers, wodurch ein relativ großes virtuelles Sichtfeld mit stereoskopischem Eindruck entsteht. Die Bewegungsverfolgung (Tracking) ist auf 3-achsige Kopfdrehung (3 degrees of freedom – „3DoF“) beschränkt, da nur die im Smartphone vorhandenen gyroskopischen Sensoren genutzt werden können. Die Qualität des VR-Erlebnisses wird also vor allem durch das verwendete Smartphone begrenzt und erreicht damit die geringste Immersion aller Arten von VR-Brillen, jedoch sind die Anschaffungskosten einer solchen Vorrichtung vergleichsweise niedrig. Beispiele sind die Modelle Cardboard und Daydream von Google sowie Samsung Gear VR. Doch durch den ausbleibenden finanziellen Erfolg haben alle oben genannten Hersteller die Weiterentwicklung von Smartphone-VR eingestellt.

### Stand-Alone-VR-Headsets
Diese Geräte besitzen fest eingebaute Displays und übernehmen eigenständig (daher „stand-alone“) den kompletten erforderlichen Rechenaufwand für das VR-Erlebnis mittels eigener Prozessoren. Ein Akku ist immer integriert, daher können diese Geräte, genau wie eine Smartphone-VR-Brille, komplett kabellos betrieben werden. Sogenanntes „inside-out-Tracking“ ermöglicht eine vollständig räumliche Bewegungserfassung des Nutzers (6 degrees of freedom – „6DoF“) sowie evtl. vorhandener Handcontroller. Dazu wird die reale Umgebung durch integrierte Kameras permanent gefilmt und gefundene Fixpunkte zur Orientierung genutzt, gyroskopische Sensoren können zur Unterstützung dienen. Die Immersion ist üblicherweise deutlich höher als bei Smartphonehalterungen, jedoch meist geringer als im Fall der angebundenen Headsets, da die Rechenleistung eingeschränkt ist. Viele Modelle können jedoch per Kabel (DisplayPort oder USB) bzw. drahtlos (WLAN oder 60-GHz-Übertragung) an einen PC angeschlossen und fungieren dann als angebundenes VR-Headset. Aktuelle Beispiele sind die Oculus Quest 2, PICO 4 und Pimax Crystal.

### Angebundene (tethered) VR-Headsets
Die aufwendigste aber auch immersivste Variante stellen Headsets dar, die an einen externen Rechner, also einem PC oder Konsole (z. B. PlayStation VR) angebunden sind und diesen zum Betrieb benötigen (PCVR). Die Displays sind auch hier fest eingebaut, die Tracking-Technik ist entweder vollständig integriert („inside-out“), modular angebaut (z. B. Handerfassungssensor von Ultraleap) oder kann durch externe Geräte (z. B. Kamera der PlayStation oder Lighthouse System von Valve) ermöglicht bzw. unterstützt werden. Das Headset wird entweder per Kabelsatz, der auch zur Stromversorgung dient, oder kabellos bei Modellen mit autarker Stromversorgung mit einer externen Recheneinheit verbunden. Da der Rechenaufwand im Wesentlichen von dieser übernommen wird, sind hohe Auflösungen und Bildwiederholraten mit kurzen Latenzzeiten bei anspruchsvoller Grafik möglich. Aktuelle Beispiele für angebundene Headsets im Consumer-Bereich sind (2023) HP Reverb G2, Pimax Vision 8KX, Varjo Aero sowie die PlayStation VR2.

## Steuerung

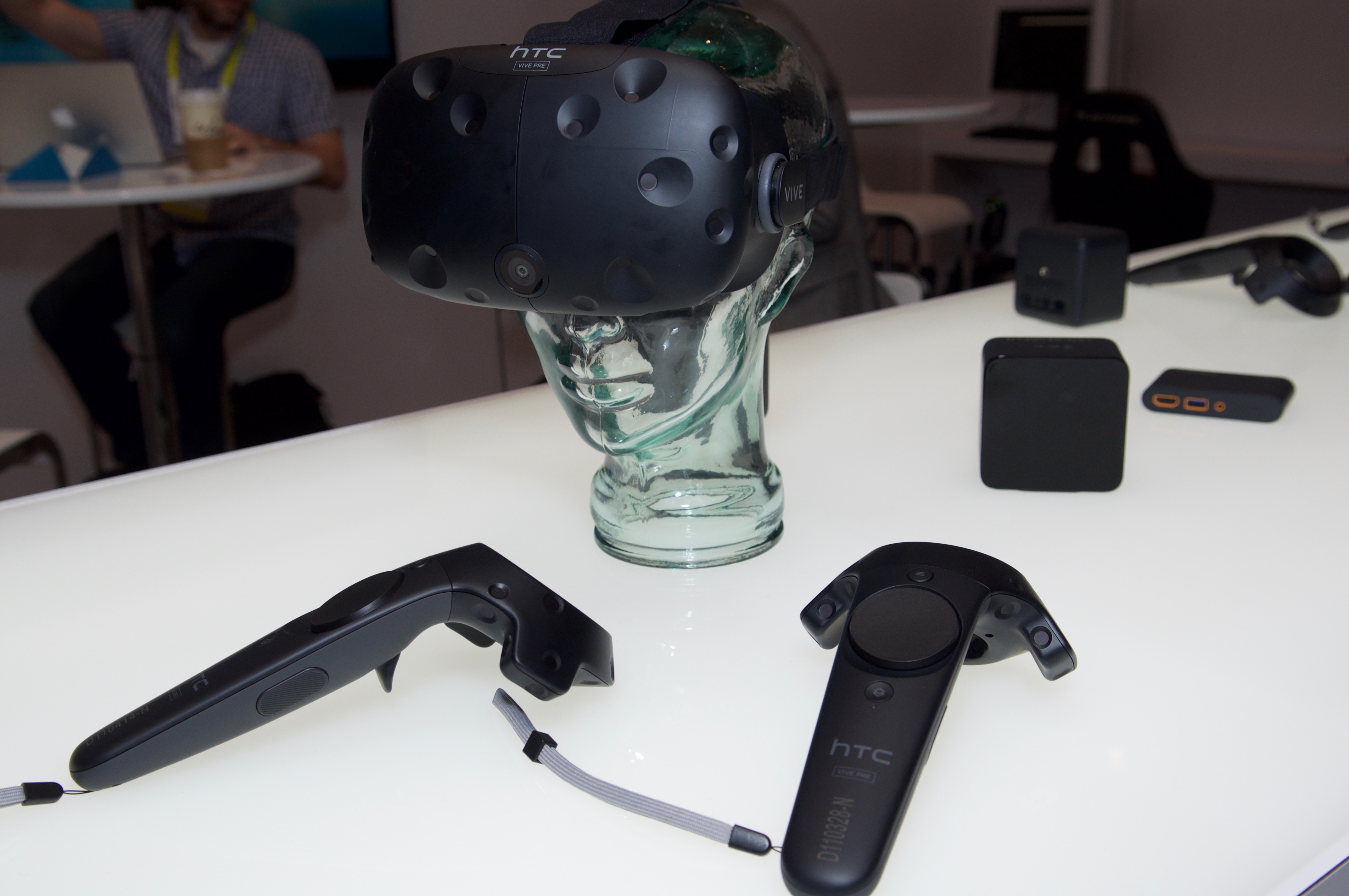
Die HTC Vive mit dazugehörigen Controllern

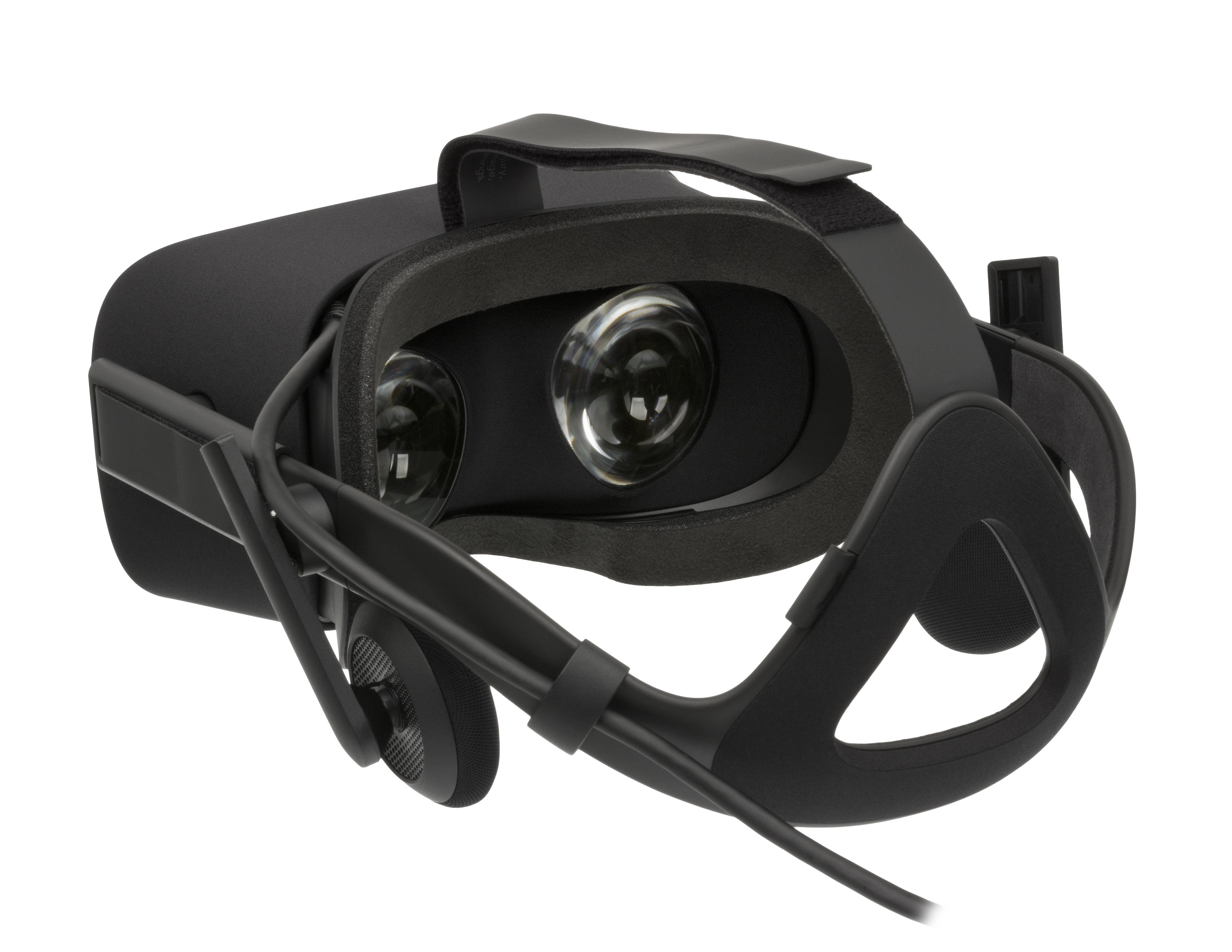
Innenansicht eines Virtual-Reality-Headsets (hier die Oculus Rift)

Die Möglichkeiten innerhalb eines VR-Erlebnisses (z. B. eines VR-Videospieles) zu interagieren sind sehr vielfältig im Vergleich zu Monitor-Anwendungen. Fast immer werden zusammen mit dem Headset räumlich erfasste Handcontroller (üblicherweise einer je Hand) benutzt. Einerseits unterstützen diese klassische Eingabemethoden durch angebrachte Tasten, Analog-Sticks bzw. Touchpads. Andererseits dient ihre 3-dimensionale Bewegung im Raum zur Interaktion und ermöglicht beispielsweise virtuelles Zugreifen, Antippen oder Zeigestab-Funktionen. Die letztgenannte Funktion beherrschen oft auch die Headsets selbst durch Kopfbewegung (Head-Tracking), darüber hinaus ist sogar die Erfassung der Augenbewegung möglich, sog. „Eye-Tracking“.
Für tiefere Immersion können zusätzlich weitere Peripheriegeräte eingebunden werden, wie z. B. omnidirektionale Laufbänder, die die ermittelte Fußbewegung in eine virtuelle Körperbewegung umsetzen. Weiterhin existieren Westen, Handschuhe usw., die einen mechanische Rückmeldungen auf den Körper übertragen, um virtuelle Krafteinwirkung haptisch spürbar zu machen. Für simple Eingaben werden in der Regel auch Mäuse, Tastatur oder Controller unterstützt, zudem ist Spracheingabe möglich.

## Anforderungen und Betrieb

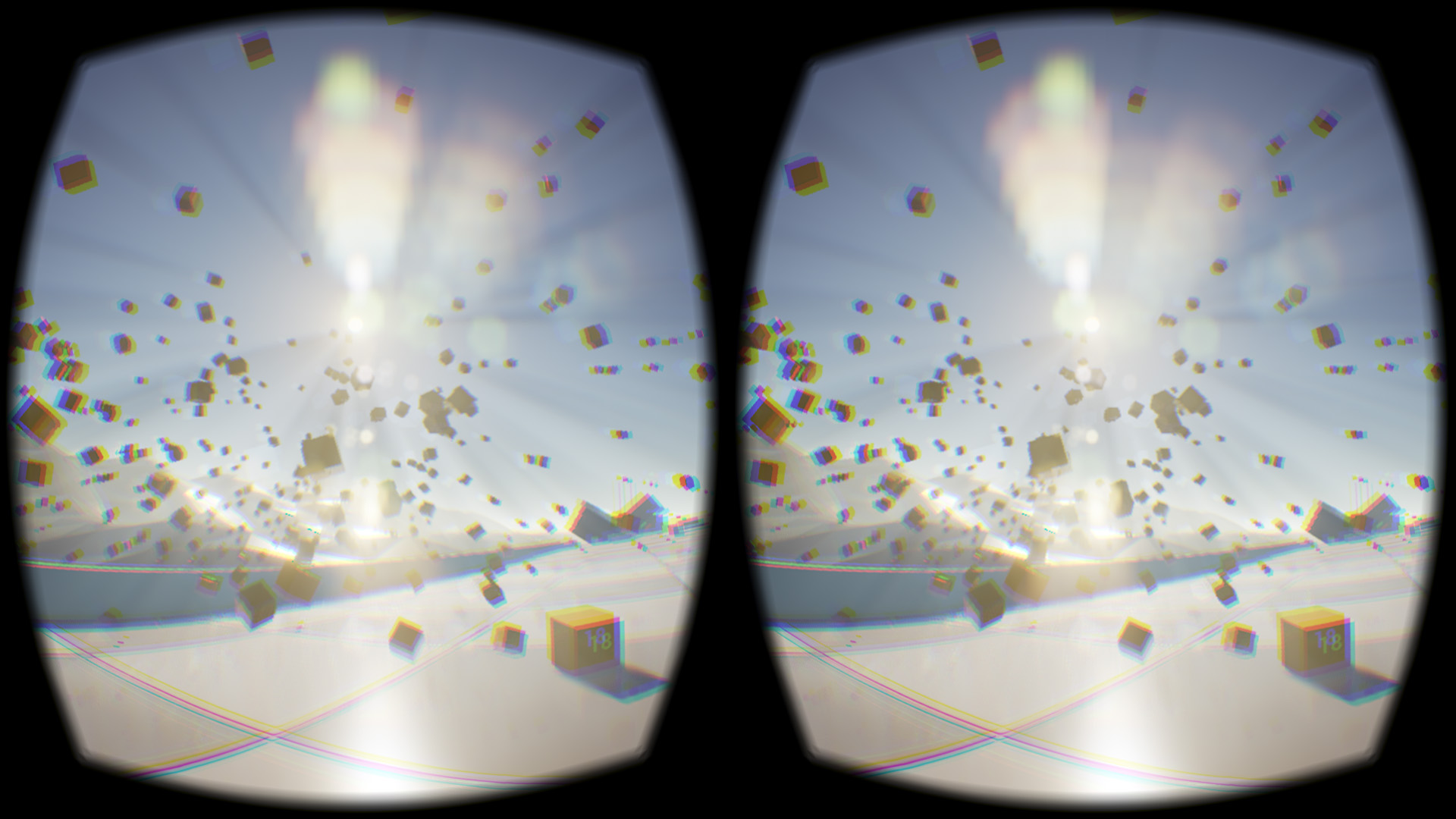
Sicht auf die Displayfläche eines Virtual-Reality-Headsets mit vor-verzeichneten Renderbildern für beide Augen

Ein VR-Headset stellt im Gegensatz zu einem normalen Bildschirm für jedes Auge ein separates Bild zur Verfügung, um den gewünschten stereoskopischen Tiefeneffekt zu erzielen. Da zudem die Displayfläche auf einen großen Teil des menschlichen Sehfeldes projiziert wird, benötigen VR-Headsets sehr hohe Auflösungen um die gleiche Pixeldichte und damit das grafische Empfinden eines entsprechenden Bildschirms zu erreichen. Aktuelle Headsets bieten bis zu 4K je Auge, wie beispielsweise XTAL oder Pimax 8KX. Um eine immersive, also „flüssige“, Bewegung innerhalb der virtuellen Umgebung zu gewährleisten, müssen alle Berechnungen in Echtzeit mit sehr kurzer Latenz erfolgen. Laut einem Ingenieur von Valve sollte diese 7 bis 15 Millisekunden betragen, was etwa 70 bis 140 Bildern pro Sekunde entspricht und von aktuellen VR-Headsets auch unterstützt wird. Insgesamt ist für den Betrieb also ein leistungsstarker Computer („Gaming-PC“) oder eine Spielkonsole neuerer Generation, wie die PlayStation 4 oder 5, erforderlich.

## Gesundheitliche Auswirkungen
Bei einigen Personen führt die Nutzung eines Virtual-Reality-Headsets zu Kopfschmerzen, Augenschmerzen, Übelkeit und anderen Symptomen, wobei einige auf Effekte der Reisekrankheit zurückzuführen sind.

## Bekannte VR-Headsets
- 1990: Die NASA Virtual Interface Environment Workstation (VIEW), 1990 entwickelt in Zusammenarbeit mit VPL Research, Inc.[7][8] Die Brille wurde auch in der Dokumentation Hyperland gezeigt.
- 1994: CyberMaxx von VictorMaxx
- 1994: Forte VFX1 von Forte
- 1995: Virtual Boy von Nintendo
- 2013: Oculus Rift DK1 (Developer-Kit) von Meta Platforms (vormals Facebook), Dive von Shogee
- 2014: Oculus Rift DK2, Google Cardboard von Google LLC
- 2015: Samsung Gear VR von Samsung & Oculus, OSVR HDK von Razor
- 2016: HTC Vive von HTC & Valve, PlayStation VR von Sony Interactive Entertainment, Google Daydream von Google LLC, Pimax 4K von Pimax
- 2017: Oculus Go von Meta Platforms, mehrere Windows-Mixed-Reality-Brillen (darunter Samsung HMD Odyssey, Medion Erazer X1000, Acer HMD und Lenovo Explorer)
- 2018: HTC Vive Pro[9], mehrere Windows-Mixed-Reality-Brillen (darunter Asus HC102, Dell Visor und HP Windows Mixed Reality Headset), Pimax 5K XR / 5K Plus
- 2019: Oculus Quest und Oculus Rift S von Meta Platforms[10][11], Index VR von Valve[12], HTC Vive Pro Eye und HTC Vive Focus[13][14], Pimax 8K von Pimax, Nintendo Labo VR von Nintendo[15]
- 2020: HP Reverb G2, Meta Quest 2 (zunächst: Oculus Quest 2 genannt) von Meta Platforms
- 2021: HTC VIVE Pro 2 (angebundenes HMD) sowie HTC VIVE Flow & HTC VIVE Focus 3 (Stand-Alone-HMD), Varjo Aero
- 2022: Pico Neo 3 Link & PICO 4, Meta Quest Pro
- 2023: PSVR 2, Meta Quest 3
- 2024: Apple Vision Pro (Verkaufsstart Frühjahr 2024 in den USA), Meta Quest 3s